# Лумис (град, Калифорния)
Лумис (на английски: Loomis) е град в окръг Плейсър, щата Калифорния, САЩ. Лумис е с население от 6809 жители (по приблизителна оценка от 2017 г.) и обща площ от 19 km². Намира се на 123 m надморска височина. ЗИП кодовете му са 95650, а телефонният му код е 916.